# HMS Dorsetshire (1929)
«Дорсетшир» (англ. HMS Dorsetshire; бортовой номер 40) — тяжёлый крейсер Королевского военно-морского флота Великобритании времён Второй мировой войны. Второй и последний корабль типа «Норфолк». Назван в честь английского графства Дорсетшир. Построен верфью ВМС в городе Портсмут и спущен на воду 29 января 1929 года.

## История службы
Первые пять лет своей карьеры «Дорсетшир» провёл на родине пока в 1935 году не был переведён на Дальний Восток, где и встретил начало войны. В ходе Второй мировой крейсер действовал весьма интенсивно, успев неоднократно перейти из Атлантики в Индийский океан и обратно. На счету «Дорсетшира» имелось 2 немецких транспорта, включая судно снабжения ПЛ «Питон».
Во время Норвежской кампании 1940 года эвакуировал из Норвегии короля, членов его семьи и правительство.
В 1941 году участвовал в преследовании «Бисмарка», нанёс ему «удар милосердия», добив покалеченный корабль торпедами, после чего поднял на борт 110 членов экипажа.
В сентябре-ноябре 1941 года «Дорсетшир» провёл конвой в Кейптаун, после чего вышел в море на поиски германского рейдера «C» («Атлантис»). 1 декабря обнаружил немецкий корабль снабжения «Питон», на котором кроме экипажа находились спасённые с «Атлантиса», и стал причиной его затопления.

### Гибель

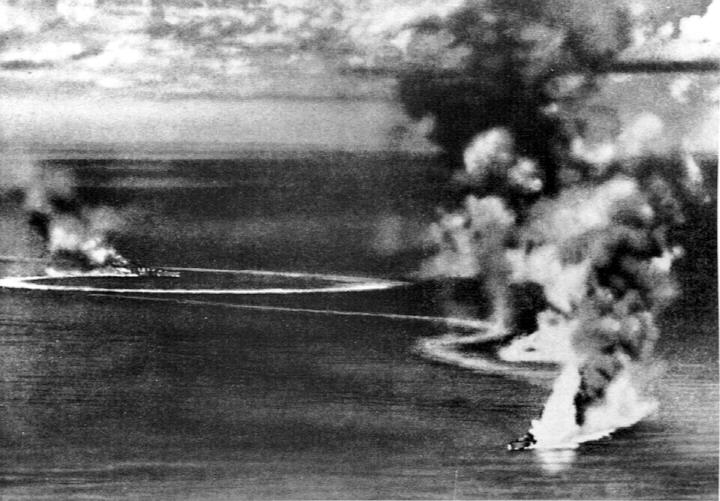
«Дорсетшир» и «Корнуолл» под бомбами японских пикировщиков. 5 апреля 1942 года

В марте 1942 года «Дорсетшир» был отправлен на Цейлон и включён в группу быстроходных кораблей Force А. После ожидания противника в море, адмирал Сомервил решил, что японцы отложили рейд в Индийский океан и отправил «Дорсетшир» в сопровождении крейсера «Корнуолл» в Коломбо для продолжения ремонта. На самом деле рейд авианосного соединения адмирала Нагумо только начался. Сомервил приказал крейсерам немедленно уходить из Коломбо к атоллу Адду. Однако 5 апреля «Дорсетшир» и «Корнуолл» были обнаружены японским самолётом-разведчиком. В результате крейсера были атакованы 53 пикирующими бомбардировщиками D3A1. «Дорсетшир» получил 10 прямых бомбовых попаданий, потерял ход и затонул через 8 минут после начала атаки. Ещё спустя 12 минут от множества попаданий затонул и «Корнуолл». Потери экипажа «Дорсетшира» составили 227 человек.  
Японцы потерь не имели.